# Batalha de Roncesvales
A Batalha de Roncesvales foi uma batalha, travada em 15 de agosto de 778, na qual a retaguarda do exército do rei franco (e Imperador) Carlos Magno foi dizimada por um ataque de guerreiros vascões. O confronto ocorreu próximo da localidade de Roncesvales (Roncesvalles em castelhano, Roncevaux em francês, Orreaga em basco), localizada em Navarra, próximo da atual fronteira entre Espanha e França.
Entre os francos mortos na batalha figurava Rolando, prefeito da marca da Bretanha e comandante da retaguarda de Carlos Magno. Esse fato é conhecido através da Vita Caroli Magni, a biografia de Carlos Magno escrita por Eginhardo por volta de 830. Essa biografia e os Anais Reais carolíngios são as únicas fontes documentais contemporâneas da batalha.
Ao longo da Idade Média, a batalha de Roncesvales foi objeto de recriações literárias por parte dos jograis e poetas. Nessas obras, o exército que ataca os guerreiros francos já não é composto por vascões mas sim por mouros muçulmanos, o que se explica pelo contexto em que foram escritas, em plena época da Reconquista e das Cruzadas. A mais antiga das obras a referir-se à batalha é A Canção de Rolando, uma canção de gesta escrita em francês antigo, por volta de 1100.